# Kerncentrale Bataan
Kerncentrale Bataan (Bataan Nuclear Power Plant, afgekort BNPP) is de enige kerncentrale die ooit is gebouwd in de Filipijnen. De centrale op het Filipijnse schiereiland Bataan werd in opdracht van de regering Marcos gebouwd door het Amerikaanse bedrijf Westinghouse. Hoewel de centrale in 1984 werd voltooid is hij nooit in gebruik gesteld. De regering Aquino vond de veiligheidsrisico's voor de bevolking te groot. Hoewel de centrale in eerste instantie voor $620 miljoen gebouwd zou worden, kostte het project de Filipijnse overheid uiteindelijk $2,2 miljard. De leningen die de Filipijnen voor de bouw moesten afsluiten waren pas in 2007 geheel afbetaald. In 2009 werden in de Filipijnen initiatieven ontplooid om onderzoek te verrichten naar de mogelijkheid om de centrale alsnog in gebruik te nemen.

## Aanbesteding van de centrale
In 1973 gaf Ferdinand Marcos National Power de opdracht om een kerncentrale met twee reactors van 600 megawatt elk te laten bouwen. Begin 1974 bleek het Amerikaanse bedrijf General Electric geïnteresseerd in de opdracht. Hierop werden maandenlange gesprekken en onderhandelingen met National Power opgestart. Gedurende 1974 raakte ook het bedrijf Westinghouse geïnteresseerd en om de voorsprong van General Electric in te lopen namen zij op advies van Jesus Vergara, de Filipijnse president van Asia Industries Inc., contact op met een van de personen die dicht bij Marcos stonden. Hij lichtte Herminio Disini, een aangetrouwde neef van Imelda en golfpartner van Marcos, in over de interesse van Westinghouse. Via Disini kreeg Westinghouse het voor elkaar om rechtstreeks te mogen onderhandelen met Marcos. In deze onderhandelingen op 7 mei 1974 bood Westinghouse aan om een kerncentrale te bouwen met 2 reactoren van 620 megawatt elk voor $500 miljoen. Additionele kosten voor hoogspanningskabels, brandstofleidingen en andere zaken brachten het totaalbedrag op $620 miljoen. Marcos gaf National Power daarop opdracht om het formele contract met Westinghouse rond te maken. General Electric deed nog pogingen om de zaken ongedaan te maken. Hoewel ze konden aantonen dat hun aanbieding op elk onderdeel goedkoper was en de prijs van Westinghouse geleidelijk aan behoorlijk steeg, kwam Marcos niet op zijn beslissing terug.
Tegen de tijd dat het contract werd gesloten in februari 1976 was de prijs meer dan verdubbeld. Voor $722 miljoen zou een centrale met slechts een reactor van 626 megawatt worden gebouwd. Rente en escalatiekosten brachten het totale bedrag op $1,1 miljard. Veel critici hadden het vermoeden dat Westinghouse Disini en Marcos hadden omgekocht, omdat dit niet ongebruikelijk was in de Filipijnen en Marcos bovendien niet van gedachten veranderde ondanks goedkopere alternatieven. Bij een ondervraging door een onderzoekscommissie van de regering Aquino in april 1986 vertelde Vergara dat Disini een commissie van minstens $50 miljoen had ontvangen. Daarvan zou hij $30 miljoen aan Marcos hebben moeten geven. De rest zou hij hebben gedeeld met Vergara en Rodolfo Jacob, de president van het conglomeraat van bedrijven van Disini. Westinghouse ontkende dit echter en zou Disini slechts $17 miljoen commissie te hebben betaald. De reden dat de aanneemsom zo hoog was uitgevallen had volgens hen te maken met het feit dat het een zogenaamd turn-key project betrof.
Naast deze commissie profiteerde Disini ook zakelijk gezien van de bouw van de centrale. Hij kocht Asia Industries van U.S. Industries en werd zo de Filipijnse vertegenwoordiger van Westinghouse. Zijn bedrijf Summa Insurance Co. schreef een dele van de “coverage” van de centrale en het door hem nieuw opgerichte Power Contractors Inc. werd een grote onderaannemer van Westinghouse bij de bouw van de centrale. Begin jaren 80 stortte zijn zaken imperium in en werden zijn bedrijven door de overheid overgenomen. Hij emigreerde vervolgens naar Oostenrijk.

## Bouw van de centrale
Na het vaststellen van het contract en het regelen van de financiering door de US Export-Import Bank werd gestart met het zoeken naar een veilige locatie voor de nieuwe kerncentrale. Met hulp van het International Atomic Energy Agency (IAEA) werd in eerste instantie gekozen voor een locatie langs de kust van het schiereiland Bataan. Ebasco, het Amerikaanse bedrijf dat was ingehuurd om de veiligheid van de locatie te onderzoeken, verklaarde echter dat er op deze locatie te veel risico zou zijn in geval van een tsunami vanuit de Zuid-Chinese Zee. Daarop werd uitgeweken naar een locatie op ruim 12 kilometer ten noorden van de eerste locatie. In maart 1976 werd gestart met het ontginnen van het terrein, hoewel National Power nog geen vergunning had gekregen van het Philippine Atomic Energy Commission en Ebasco nog bezig was met het uitvoeren van veiligheidstests. Hoewel Ebasco verklaarde dat dit niet ongebruikelijk en dat de seismische tests voornamelijk bedoeld waren te bepalen welke versterkingen dienden te worden aangebracht tegen mogelijke aardbevingen, verklaarden enkele werknemers van Ebasco later dat de trillingen van de bulldozers de seismische tests verstoorden. In juli 1976 presenteerde Ebasco haar rapport aan National Power. Op basis van het positieve rapport van Ebasco vroeg National Power aan de Philippine Atomic Energy Commission om een vergunning voor de bouw van de kerncentrale af te geven. Librado Ibe, op dat moment het enige lid van de commissie, had echter zijn twijfels over het rapport en vroeg zich af of de gevaren van de drie nabijgelegen geologische breuklijnen en de slapende vulkaan Mt. Natib wel goed waren ingeschat. Hij vroeg vervolgens de IAEA om assistentie. Zij stuurden daarop in het voorjaar van 1978 vijf experts naar de bouwlocatie om onderzoek te doen. Op basis van de door Ebasco verzamelde data kwamen zij tot dezelfde conclusie als Ibe en in hun rapport deden ze de aanbeveling dat National Power het werk zou laten stilleggen zodat Ebasco meer tests zou kunnen uitvoeren.
De maanden daarop werd Ibrado Ibe gaandeweg steeds meer onder druk gezet om een vergunning af te geven. Tegen het einde van 1978 werd hij door minister van Energie Geronimo Velasco, National Power en Westinghouse aangespoord om toe te geven. Het uitblijven van de vergunning zorgde inmiddels voor vertraging bij de bouw, omdat er niet begonnen mocht worden met de reactor zonder vergunning. Uiteindelijk gaf hij in april 1979 toe en verleende hij, slechts een week na het incident op Three Miles Island de vergunning. Vier dagen later vertrok hij met zijn gezin naar de VS, waar hij ging werken voor een nucleair ingenieursbureau in de staat Maryland.
Enkele maanden later werd de bouw echter stilgelegd in opdracht van president Marcos. Hij benoemde naar aanleiding van het ongeluk in Three Miles Island een driemans-commissie onder leiding van Ricardo Puno die moest onderzoeken in hoeverre de kerncentrale in Bataan veilig was. Volgens critici wilde Marcos slechts de groeiende oppositie tegen de centrale verminderen. Volgens anderen had hij oprechte zorgen over de veiligheid. De commissie-Puno concludeerde na onderzoek dat de centrale onveilig was en er aanpassingen in het ontwerp geïmplementeerd dienden te worden. Bovendien moesten toekomstige veiligheidsmaatregelen die het Amerikaanse Nuclear Regulatory Commission (NRC) zou voorstellen voor Three Miles Island ook in Bataan worden doorgevoerd. Het contract werd daarop heronderhandeld en het totaalbedrag steeg naar $1,8 miljard. Van de $700 miljoen extra was slechts $55 miljoen bedoeld voor veiligheidsmaatregelen. De rest betrof hogere rentekosten en inflatie.
Begin 1981 werd de bouw, na anderhalf jaar te hebben stilgelegen, hervat. De bouw verliep hierna voorspoedig. Volgens sommigen, zoals William Albert een adviseur voor de Philippine Atomic Energy Commission namens IAEA, werd het werk door Westinghouse te snel uitgevoerd, omdat er aangevoeld werd dat de politieke situatie in de Filipijnen aan het veranderen was en men klaar wilde zijn voor Marcos zou worden opgevolgd of afgezet. In juni 1984 was het werk dermate gevorderd dat National Power een vergunning kon aanvragen bij de Philippine Atomic Energy Commission. In januari 1985 verklaarde centrale volgens Westinghouse gereed. In mei 1985 waren de laatste werknemers van het bedrijf vertrokken.

## Discussie over de staat van de centrale
Volgens de Filipijnse overheid voldeed de opgeleverde centrale niet aan de gestelde criteria en werden talloze constructiefouten ontdekt die verbeterd moesten worden. Westinghouse ontkende dit echter en gaf aan dat er “slechts zeven kleine non-conformiteiten” geconstateerd waren”, die nog moesten worden aangepakt. Volgens het bedrijf was de kritiek bedoeld om de nieuwe president Corazon Aquino naar de mond te praten, die de centrale vanwege veiligheidsrisico’s niet in gebruik wilde stellen. William Albert, een Amerikaanse veiligheidsadviseur die het project gedurende drie jaar van dichtbij volgde en zelf 18 jaar bij het NRC werkte, gaf aan dat de centrale zeker in gebruik gesteld kon worden. Daarvoor zou de regering Aquino echter vermoedelijk nog wel enkele honderden miljoenen Amerikaanse dollar moeten spenderen aan verbeteringen.

## Juridische nasleep van het conflict
Op 2 december 1988 spande de regering Aquino een rechtszaak aan bij een Amerikaanse rechtbank in Newark omdat Westinghouse volgens de Filipijnse overheid schuldig was aan het omkopen van president Marcos en diens stroman Herminio Disini. Buiten de $17,2 miljoen waarvan Westinghouse toegaf deze als commissie te hebben betaald aan Disini, zou de laatste ook bevoordeeld zijn doordat hij een groot deel van het constructiewerk tegen te hoge prijzen toegekend zou hebben gekregen. In 1993 sprak een Amerikaanse rechtbank Westinghouse echter vrij van omkoping van de Filipijnse president Marcos. De gesprekken die het bedrijf en de Filipijnse regering van Aquino’s opvolger Fidel Ramos voerden om een schikking te treffen liepen op niets uit. Daarop stelde de Filipijnen een verbod op Westinghouse producten in.
In 1995 trof de regering Ramos uiteindelijk een schikking met Westinghouse ter waarde van ongeveer $100 miljoen. Hiermee kwam een einde aan het langlopende conflict tussen het bedrijf en de Filipijnse overheid. De Filipijnse regering zette een beroep in de rechtszaak tegen het bedrijf niet verder door en hief bovendien het verbod op producten van Westinghouse op.

## Nieuwe plannen met de centrale
In 1996 waren er concrete plannen om de kerncentrale om te laten bouwen tot een tot een gascentrale van 1500 megawatt. Dit plan strandde later echter vanwege de hoge kosten die daarmee gemoeid waren.
Bijna 25 jaar na de voltooiing van de centrale ontplooiden enkele Filipijnse politici in 2009 hernieuwde plannen om de kerncentrale Bataan op te knappen en alsnog in gebruik te stellen.